# Teatermaleri
Teatermaleri er dels den gren af dekorationsmaleriet, der har selve teateret, dets tilskuerplads, loger, foyer etc., til genstand for udsmykning, dels og særlig det maleri, som på scenen med dens kulisser, soffitter m. m. anskueliggør stedet og tiden for skuespillets handling. 
Dette, det egentlige teatermaleris svære kunst, har sine egne love til at skaffe den tilstræbte illusion. der må regnes med det kunstige lys, i hvilket scenen skal ses, og med den særlige afstandsvirkning; dets teknik må derfor konstruere størrelsesforholdene for de enkelte genstande, der skal fremstilles, efter særegne regler under nøje hensyn til luft- og linearperspektiv, alt med det endemål at skabe en slående illuderende virkning. Med de større opgaver — under de stigende krav til illusion, korrekt tids- og stedskolorit og pragtudfoldelse — er det moderne teatermaleri også nået teknisk højt (rundhorisont etc.). Den klassiske oldtid, der stillede forholdsvis få krav til scenisk dekorativ illusion, har dog også haft sit egentlige teatermaleri Aristarchos nævnes som den ældste dekorationsmaler, han skal på Aischylos' foranledning så småt have anvendt perspektivets kunst på scenen i Athen. Under renæssancen blev det fornemmelig arkitekten og forfatteren Sebastiano Serlio, der fik bestemmende indflydelse på teatermaleriets udvikling i Italien; fra slutningen af 17. århundrede især Andrea Pozzo. I 19. århundrede har blandt mange andre Schinkel (muligvis Karl Friedrich Schinkel) og familien Quaglio udviklet teatermaleri; for Nordens vedkommende kan nævnes Fritz Ahlgrensson og Valdemar Gyllich. Russisk maleri har i forbindelse med russisk opera og ballet, Léon Bakst med flere, stærkt præget teatermaleri en retning i teatermaleri med udspring i ekspressionistisk maleri går imod al naturalistisk illuderende teatermaleri og søger gennem farvetonernes samklang og forenkling og blot suggestionerende antydninger af tid og sted at give den afstemte, neutrale ramme om selve skuespilkunsten; enkelte forsøg i denne retning også på danske scener.